# 力道山杯
力道山杯（りきどうざんはい）は、プロレスリング・ノアに於ける、選手・レフェリーへの表彰。力道山杯トロフィーが授与される。

## 概要
元々は2003年12月11日に後楽園ホールで行われた「力道山没後40年追悼大会」の企画であり、同大会出場者及びレフェリーを対象とした、同大会でのMVPをファン投票にて選出するものであった。
同大会のメインイベントも務めた、力道山の次男である百田光雄が初代力道山杯受賞者に選ばれ、同年のクリスマス大会にて表彰された。
翌2004年からは、一年間のレスリングパフォーマンスを考慮した上での、ノアに於けるMVPを選出するものに変化している。
毎年11月下旬からノア公式携帯サイトなどでファン投票を受け付け、毎年12月24日に行われるノアの最終戦であるディファ有明でのクリスマス大会でも、観客に投票を呼びかけている。集計され、同大会休憩前に力道山杯トロフィーの授与が行われている。
百田光雄がフロントとの確執が原因で退団したことによってノアと百田家の関係が切れたため、2009年以降は開催されていない。なお、その代わりに最もセコンド業を秀逸に行った選手に「ベスト・セコンド賞」が制定され、現在まで毎年同大会にて表彰されている。

## 受賞者
|       | 年度   | 受賞者   | 備考                                       |
| 第1回 | 2003年 | 百田光雄 | 力道山追悼興行メインイベント出場           |
| 第2回 | 2004年 | 小橋建太 | GHCヘビー級王座12回連続防衛（当時）        |
| 第3回 | 2005年 | KENTA    | GHCジュニアヘビー級王座4回連続防衛（当時） |
| 第4回 | 2006年 | 丸藤正道 | 史上初のGHCグランドスラム達成              |
| 第5回 | 2007年 | 森嶋猛   | ROH世界ヘビー級王座連続防衛                |
| 第6回 | 2008年 | 丸藤正道 | 世界ジュニアヘビー級王座獲得               |